# دستگاه صداآمیزی
دستگاه صداآمیزی (sound mixer) دستگاه ساده‌ای است برای آمیختن صداها که دارای تجهیزات مختصری چون نمایشگر خروجی و سیگنال‌سنج و محوکننده‌های faders جداگانه برای هر خروجی است.
این دستگاه معمولاً به شکل یک میز دکمه‌دار است که میز صداآمیزی (به انگلیسی: Mixing console) نامیده می‌شود و در قالب آنالوگ و دیجیتال یا هیبرید است.

## نگارخانه

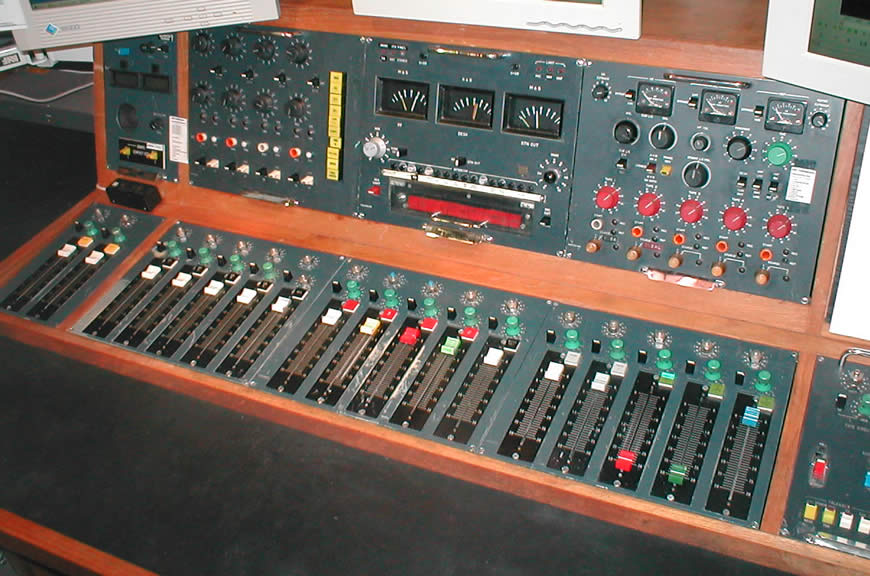
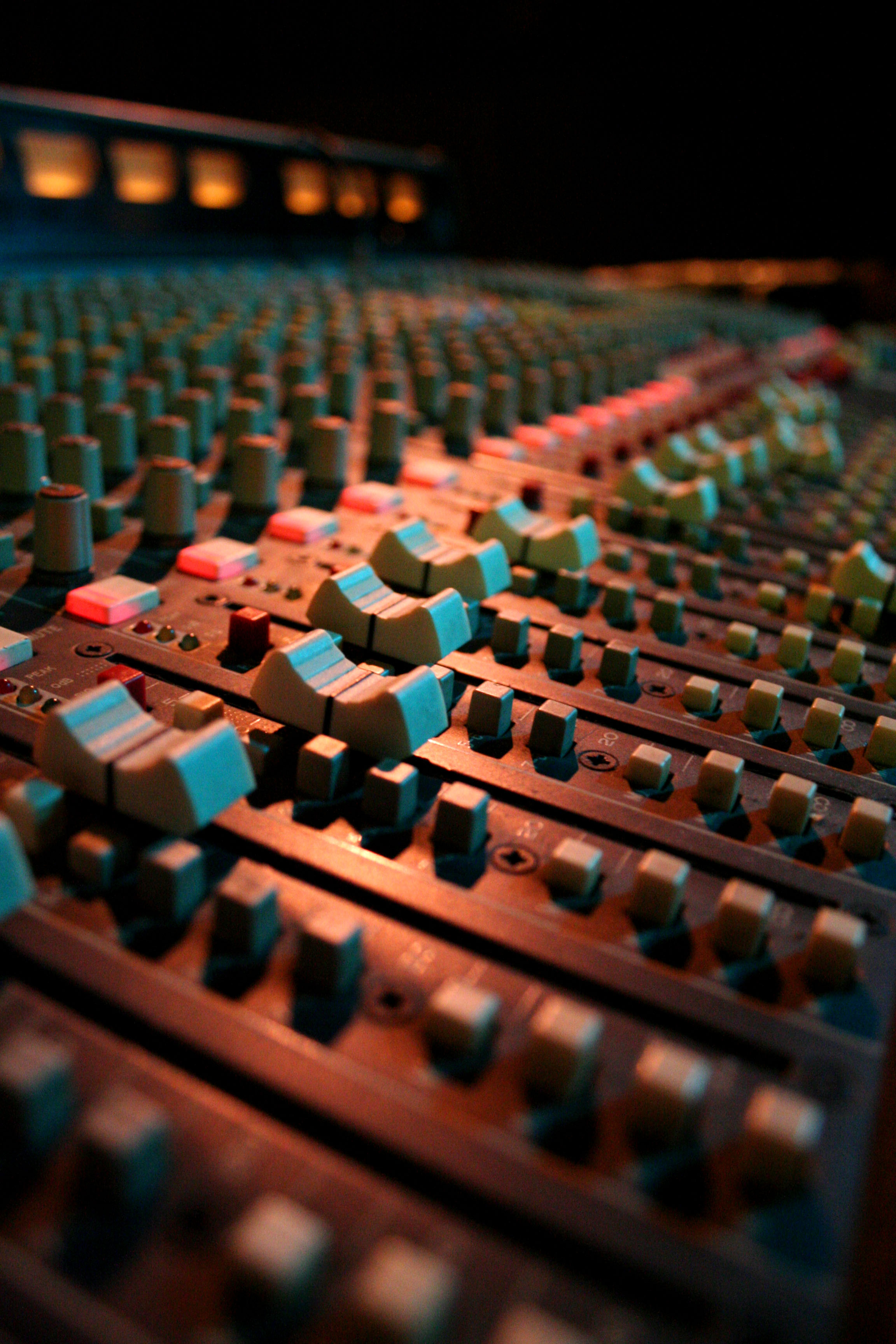
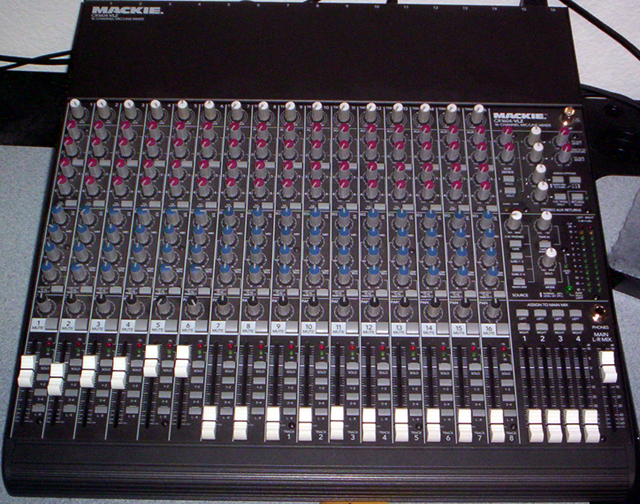